# Phyllopertha brevipilosa
Phyllopertha brevipilosa är en skalbaggsart som beskrevs av Lin 1988. Phyllopertha brevipilosa ingår i släktet Phyllopertha och familjen Rutelidae. Inga underarter finns listade i Catalogue of Life.